# Sapiens: Краткая история человечества
«Sapiens: Краткая история человечества» (ивр. קיצור תולדות האנושות‎) — книга профессора Юваля Ноя Харари, впервые опубликованная на иврите в Израиле в 2011 году, а на английском языке в 2014 году. Харари называет одним из основных источников вдохновения книгу «Ружья, микробы и сталь» Джареда Даймонда (1997), показавшую, что можно «задавать очень большие вопросы и отвечать на них научно».
Книга была воспринята неоднозначно. Учёные в большинстве своём отнеслись к ней скептически, однако реакция читателей на книгу была положительной.

## Резюме
Работа Харари сфокусирована на истории человечества в рамках естественных наук, в частности эволюционной биологии: он рассматривает биологию как то, что устанавливает границы человеческой деятельности, а культуру — как то, что формирует происходящее в этих пределах. История — это учёт культурных изменений.
Харари исследует историю человечества от эволюции архаичных человеческих видов в каменном веке до XXI века, сосредотачиваясь на нашем собственном виде, Homo sapiens. Он делит историю сапиенса на четыре основные части:
1. В когнитивной революции (с 70 000 года до н. э., когда у сапиенса развилось воображение).
2. В сельскохозяйственной революции (с 12 000 года до н. э., развитие земледелия).
3. В объединении человечества (постепенное объединение человеческих политических организаций в одну глобальную империю).
4. В научной революции (с 1500 года н. э., возникновение объективной науки).

Главный аргумент Харари заключается в том, что сапиенс стал доминировать над миром, потому что это единственное животное, которое может гибко сотрудничать в большом количестве. Он утверждает, что доисторический сапиенс был основной причиной исчезновения других видов человека, таких как неандертальцы, наряду с многими другими представителями мегафауны. Далее он утверждает, что способность сапиенса к сотрудничеству в большой мере проистекает из его уникальной способности верить в вещи, существующие исключительно в воображении, такие как боги, нации, деньги и права человека. Харари утверждает, что все широкомасштабные системы человеческого сотрудничества, включая религии, политические структуры, торговые сети и юридические институты, обязаны своим появлением отличительной познавательной способности Сапиенса к вымыслам. Соответственно, по мнению автора книги, деньги — это система взаимного доверия, капитализм — это религия, а не только экономическая теория, а империя была самой успешной политической системой за последние 2000 лет.
Основная претензия Харари в отношении сельскохозяйственной революции заключается в том, что, хотя она способствовала росту населения для сапиенса и эволюционирующих с ним видов, таких как пшеница и корова, она заставила большинство людей (и животных) жить хуже, чем когда сапиенсы были в основном охотниками-собирателями. Насилие людей над другими животными является темой, которая проходит через всю книгу.
Говоря об объединении человечества, Харари утверждает, что на протяжении своей истории сапиенс всё больше тяготел к политической и экономической взаимозависимости. На протяжении нескольких последних веков большинство людей жили в империях, а капиталистическая глобализация по сути создаёт одну, глобальную империю. Харари утверждает, что деньги, империи и универсальные религии являются основными движущими силами этого процесса.
По мнению Харари, научная революция основана на нововведениях в европейской мысли, в результате которых элиты стали признавать и пытаться исправить свое невежество. Он рассматривает это как один из факторов европейского империализма раннего Нового времени и нынешнего сближения человеческих культур. Харари также подчеркивает отсутствие исследований истории счастья, полагая, что сегодня люди не намного счастливее, чем в прошлые эпохи. В завершении своего труда он рассматривает, как современные технологии могут вскоре завершить историю нашего вида, каким мы его знаем, поскольку они открывают генетическое редактирование, бессмертие и неорганическую жизнь: люди, используя метафору Харари, становятся богами, способными создавать виды.

## Оценки
Впервые опубликованная на иврите в 2011 году, а затем на английском языке в 2014 году, книга была переведена более чем на 45 языков (по состоянию на июнь 2017 года). По состоянию на декабрь 2021 года, на сайте Goodreads книга имеет оценку 4,39 из 5 на основе 698 000 оценок и 42 000 рецензий пользователей.
Книга вошла в список бестселлеров по версии The New York Times и завоевала Книжную премию Национальной библиотеки Китая за лучшую книгу, опубликованную в 2014 году. Королевское биологическое общество в 2015 году включило книгу в шорт-лист своей книжной премии.
«Сапиенс» вошла в десятку любимых книг Билла Гейтса и понравилась Марку Цукербергу.
Британская газета The Sunday Times дал книге восторженный отзыв, назвав Sapiens «такой книгой, которая выметает паутину из вашего мозга» и «захватывающей дух». Сиднейский таблоид The Sydney Morning Herald описал книгу Харари как «всегда увлекательную и часто провокационную».
В 2015 году Израильский музей в Иерусалиме создал специальную временную выставку, основанную на книге, используя археологические и художественные экспонаты для демонстрации основных тем, содержащихся в книге. Выставка проходила с мая по декабрь 2015 года.
Частные мнения:
- Рассматривая книгу в The Washington Post, эволюционный антрополог Ави Тушман указал на несколько проблем книги, но тем не менее писал, что «книга Харари важна для чтения серьёзных и рефлексирующих сапиенсов»[10].
- Антрополог Кристофер Роберт Холлпайк[англ.] не нашёл в книге «серьёзного вклада в знания». Он описал это так: «…его [Харари] факты в целом верны, они не новы, и всякий раз, когда он пытается действовать самостоятельно, то часто ошибается, иногда серьёзно».
- Холлпайк назвал книгу Харари информационно-развлекательным издательским мероприятием, предлагающим «дикую интеллектуальную поездку по ландшафту истории, усеянную сенсационными проявлениями спекуляций и заканчивающуюся леденящими кровь предсказаниями о человеческой судьбе»[11].
- Научный журналист Чарльз Манн в The Wall Street Journal заключил, что «от стимулирующих, но часто необоснованных утверждений автора веет шумными обсуждениями в стенах общежитий»[12].
- В обзоре книги в The Guardian философ Гален Строссон среди других проблем пришёл к выводу, что «большая часть „Сапиенса“ чрезвычайно интересна, и мысли автора часто хорошо выражены. Однако по мере чтения привлекательные черты книги перекрываются недобросовестностью, преувеличениями и сенсационностью»[13].
- Магистрант Чикагского университета Джон Секстон[14], пришёл к выводу, что «Книга в корне несерьёзна и не заслуживает широкого признания и внимания, которое она получает»[15].
- Испанский филолог Эльвира Рока Бареа[англ.] раскритиковала книгу за её трактовку испанской колонизации Америки, поместив её в контекст испанской чёрной легенды[16].
- Историк Сесар Сервера указал на многочисленные исторические ошибки, отметив, что «большая часть заявлений, сделанных […] о Кортесе и Писарро, являются ложными и неполными, но, прежде всего, они выдают то, что он повторяет в книге снова и снова: что в истории нелегко отделить героев от злодеев, особенно когда большинство нынешних народов являются наследниками предполагаемых злодеев»[17].